# Gustav-Adolf Gedat
Gustav-Adolf Gedat (né le 10 février 1903 à Potsdam et mort le 6 avril 1971 à Bad Liebenzell) est un homme politique allemand de la CDU.

## Biographie
Après avoir terminé ses études secondaires en Prusse-Orientale, Gedat, qui est protestant, étudie la pédagogie dans diverses universités en Allemagne et à l'étranger. Dès 1918, il s'est porté volontaire pour le mouvement de la jeunesse allemande libre, pour lequel il travaille ensuite à plein temps. Dans les années 1930, il devient secrétaire du Reich du YMCA.
Gedat est enthousiasmé par le national-socialisme et a une attitude antisémite: "Une nouvelle époque, un nouvel espoir, un Führer est né! Une communauté populaire doit être construite sur la base de la pureté raciale et de la conscience ethnique. Les éléments raciaux étrangers doivent être éliminés. Seul l'homme nordique devrait avoir le droit."  . Gedat accueille le régime national-socialiste comme une sorte de "fort désinfectant" pour libérer l'Allemagne du "matérialisme" et déclare dans un discours de 1935 "Dieu ordonne pas mal de chasseurs au peuple juif, pour le traquer et l'amener là où Dieu le veut!" ,.
Malgré cette attitude initialement amicale envers le régime, des différences se sont développées au fil du temps, car son objectif est davantage la règle autoritaire biblique d'une «classe dirigeante» et non la règle d'une «race maîtresse», et il n'aborde pas racialement le «problème» avec les Juifs, mais bibliquement fondé. En raison de ces différences, il est interdit de parler et de travailler par les nationaux-socialistes en 1938 (voir la citation de 1934) et travaille ensuite comme directeur d'hôtel à Dantzig jusqu'en 1944.
De 1945 à 1952, Gedat est secrétaire général du YMCA et membre du Conseil mondial du YMCA à Genève. Il est vice-président de l'organisation du village de la jeunesse chrétienne en Allemagne (Église protestante en Allemagne) et président exécutif de la branche allemande des «Chrétiens en responsabilité» (La Famille) ainsi que vice-président du Conseil international pour le leadership chrétien à Washington. Il est également le fondateur en 1952 et président jusqu'à sa mort Société pour la promotion de la coopération non confessionnelle, non partisane et supranationale à Bad Liebenzell.

## Parti
Gedat rejoint la CDU en 1953, peu de temps avant d'être nommé candidat au Bundestag. Il représente la circonscription de Reutlingen au Bundestag, dont il est membre de 1953 à 1965.

## Honneurs
Gedat devient chevalier honoraire de l'Ordre de Saint-Jean en 1954. En 1963, il reçoit un doctorat honorifique en droit du New York College et, en 1964, il est nommé commandeur de l'ordre du Mérite de la République italienne. En 1965, il est accepté dans l'Ordre des Fleurs de Pegnese.

## Publications
- Ein Christ erlebt die Probleme der Welt. Versuch einer volkstümlichen Einführung in das Weltgeschehen unserer Tage. Steinkopf, Stuttgart 1934.
- Auch das nennt man Leben. Begegnungen unterwegs. Steinkopf, Stuttgart 1935.
- Christentum – für Minderwertige? Ein Vortrag. Ostwerk-Verlag, Berlin 1937.
- Wunderwege durch ein Wunderland. Ein Fahrtenbilderbuch. Steinkopf, Stuttgart 1939.
- Was wird aus diesem Afrika? 2 Bände.  Steinkopf, Stuttgart 1938–1952;
  - Band 1: Erlebter Kampf um einen Erdteil. Mit einem Geleitwort von Kolonialstaatssekretär a. D. Dr. jur. h. c. Friedrich von Lindequist. 1938;
  - Band 2: Wiedersehen mit einem Kontinent nach 15 Jahren. 1952.
- Sie bauten für die Ewigkeit. Erlebte Wunderbauten aus aller Welt. Kreuz-Verlag, Stuttgart 1951.